# Kingersheim
Kingersheim is een gemeente in het Franse departement Haut-Rhin in de regio Grand Est. De gemeente telde 13.265 inwoners op 1 januari 2022. Kingersheim vormt een stedelijk gebied met Mulhouse en heeft een industrieel verleden.
De plaats maakt deel uit van het arrondissement Mulhouse en is sinds 22 maart 2015 de hoofdplaats en naamgever van het op die dag gevormde kanton. Daarvoor maakte het deel uit van het kanton Wittenheim.

## Geschiedenis

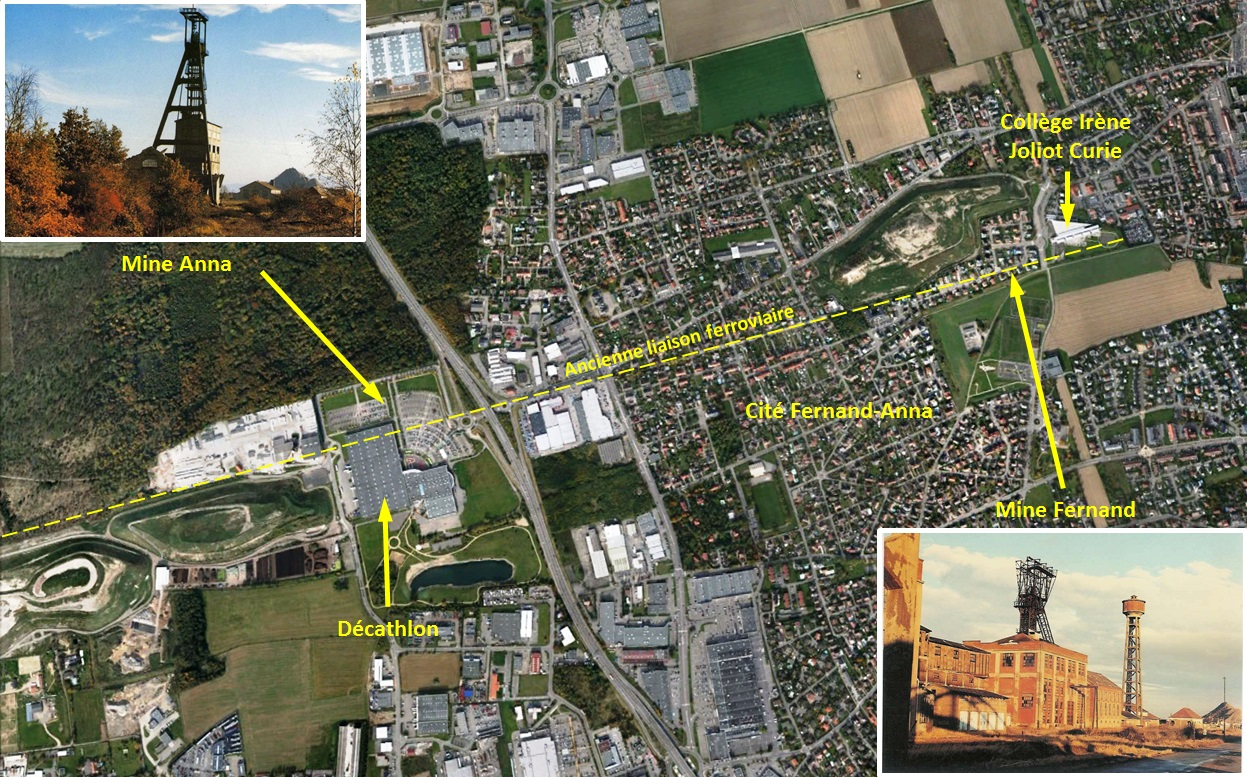
De voormalige potasmijnen in de gemeente

Al in de middeleeuwen was er een kasteel in Kingersheim. Dit kasteel brandde verschillende keren af en werd telkens weer opgebouwd. In 1834 kocht Jean Hofer het gebouw aan om er een textielfabriek in onder te brengen. In de jaren 1860-70 werden verschillende fabrieksgebouwen bijgeplaatst. In 1899 nam de firma Weiss & Fries, actief in de kledingsector, haar intrek in de gebouwen. In de jaren 1920 stelde deze firma tot 800 mensen te werk. In de gemeente werd in 1911 een potasmijn geopend. Er kwamen twee mijnschachten (Fernand en Anna) om de potaslaag op 550 meter diepte te ontginnen en er kwam een woonwijk voor de mijnwerkers.
De textielindustrie verdween in de jaren 1960 en de potasmijn sloot in 1972.

## Geografie
De oppervlakte van Kingersheim bedroeg op 1 januari 2022 6,69 vierkante kilometer; de bevolkingsdichtheid was toen 1.982,8 inwoners per km². Door de gemeente loopt de Dollerbaechlein, een kanaaltje van 12 km dat loopt van de Doller naar de Ill.
De onderstaande kaart toont de ligging van Kingersheim met de belangrijkste infrastructuur en aangrenzende gemeenten.

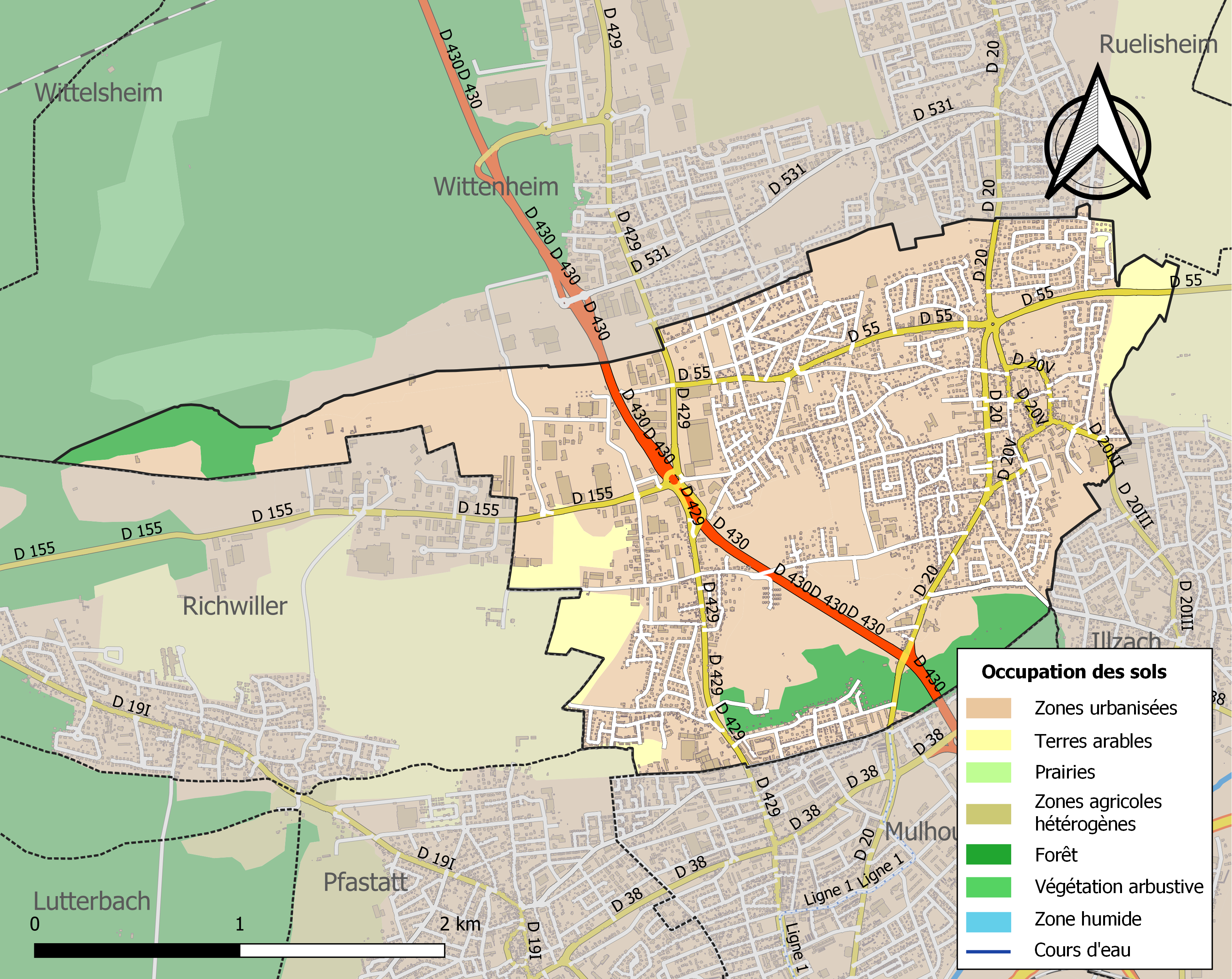

## Demografie
Onderstaande figuur toont het verloop van het inwonertal (bron: INSEE-tellingen).